# Looperskapelle
Looperskapelle es una aldea del municipio de Schouwen-Duiveland, en la provincia de Zelanda (Países Bajos). Está situada unos 23 km al suroeste de Hellevoetsluis.
Poseyó municipio propio hasta que en 1813 pasó a formar parte del de Duivendijke, localidad actualmente inexistente.